# Mörttjärnen (Lockne socken, Jämtland, 699072-145849)
Mörttjärnen är en sjö i Östersunds kommun i Jämtland och ingår i Ljungans huvudavrinningsområde.